# Goethe-Preis für wissenschafts- und hochschulpolitischen Journalismus
Der im April 2008 erstmals ausgeschriebene und Ende Januar 2009 in Frankfurt am Main verliehene Goethe-Medienpreis für hochschul- und wissenschaftspolitischen  Journalismus (bis 2010 „Goethe-Preis für wissenschafts- und hochschulpolitischen Journalismus“) der Johann-Wolfgang-Goethe-Universität Frankfurt am Main und der FAZIT-Stiftung prämiert herausragende Beiträge aus dem Gebiet eines hochschul- und wissenschaftspolitischen Journalismus. Mit dem von einer unabhängigen Jury vergebenen Preis sollen in diesem Feld tätige Journalisten dazu angeregt werden, jenseits der Tagesberichterstattung die fundierte Analyse zu suchen und Hintergründe zu erhellen. Der Preis prämiert darüber hinaus verständliche und stilistisch herausragende Beiträge, die einem breiten Publikum komplexe Entwicklungen im wissenschafts- und hochschulpolitischen Feld vermitteln und damit eine fundierte Urteilsbildung fördern. Er wurde vom Pressesprecher der Goethe-Universität Frankfurt, Olaf Kaltenborn, ins Leben gerufen.
Aufgrund einer Namensähnlichkeit mit dem „Goethe-Preis“ der Stadt Frankfurt ist der Titel für die Ausschreibungsrunden ab 2010 in Goethe-Medienpreis für hochschul- und wissenschaftspolitischen Journalismus abgewandelt worden.
Um den Preis können sich alle zwei Jahre deutschsprachige Print-, Hörfunk- und Online-Journalisten bewerben. Es werden drei Preise vergeben:
1. Preis: 4000 Euro
2. Preis: 1800 Euro
3. Preis: 1000 Euro

## Die Jury
(Stand 2018)
- Bernhard Kempen, Präsident Deutscher Hochschulverband
- Margret Wintermantel, Präsidentin Deutscher Akademischer Austausch Dienst
- Martin Doerry, ehem. Stellvertretender Chefredakteur Der Spiegel
- Werner D’Inka, Herausgeber Frankfurter Allgemeine Zeitung
- Wolfgang Heuser, Herausgeber Deutsche Universitätszeitung
- Kate Maleike, Redakteurin Deutschlandradio
- Marco Finetti, Leiter Presse- und Öffentlichkeitsarbeit Deutsche Forschungsgemeinschaft
- Reinhard Grunwald, Generalsekretär a. D. Deutsche Forschungsgemeinschaft
- Christian Floto, Leiter der Abteilung Wissenschaft und Bildung Deutschlandradio

Ehemalige Jury-Mitglieder
- Konrad Schily, Mitgründer Universität Witten/Herdecke
- Ulrich Pätzold, ehemaliger Direktor Institut für Journalistik, TU Dortmund
- Helmut Reitze, Intendant a. D. Hessischer Rundfunk

## Die Preisträger

### 2008
1. Preis (5000 Euro): Ruth Jakoby (Südwestrundfunk) für das 55-minütige Feature „Goodbye Humboldt“, das am 28. April 2007 im SWR ausgestrahlt wurde
2. Preis (2500 Euro):  Tilmann Lahme (Frankfurter Allgemeine Zeitung) für den Beitrag: „Lesen ist kein Modul“, der am 30. Oktober 2007 erschienen war
3. Preis (1250 Euro):  Jan-Martin Wiarda (Die Zeit) für den Beitrag „Die fiese Formel“, der am 20. September 2007 veröffentlicht wurde.

### 2010
1. Preis (5000 Euro): Andrea Lueg (Deutschlandfunk) MP3 zum Beitrag (M3U-Datei; 0 kB)
2. Preis (2500 Euro): Christine Prußky (Deutsche Universitätszeitung) Link zum Beitrag: http://www.duz.de/duz-magazin/2010/04/das-millionenspiel/23
3. Preis (1250 Euro): Martina Keller (Westdeutscher Rundfunk) MP3 zum Beitrag  (M3U-Datei; 0 kB)

### 2012
1. Preis (5000 Euro): Tanjev Schultz, Roland Preuß (beide Süddeutsche Zeitung), zum Beitrag 1 , zum Beitrag 2
2. Preis (2500 Euro): Christina Hucklenbroich Frankfurter Allgemeine Zeitung, zum Beitrag
3. Preis (1250 Euro): Alexa Hennings Norddeutscher Rundfunk, Informationen zum Beitrag

### 2014
1. Preis (4000 Euro): Gerald Wagner, Soziologe und Journalist[1]
2. Preis (1800 Euro): Florian Felix Weyh, Journalist, Deutschlandradio Kultur.[2] vom 24. Februar 2015,
3. Preis (1200 Euro): Bernd Kramer, Journalist[3], zum Beitrag:

### 2016
1. Preis (4000 Euro): Anant Agarwala , Journalist, Die Zeit für Vor Dresden wird gewarnt
2. Preis (1800 Euro): Christian Schiffer, Journalist, Bayerischer Rundfunk für It's the economy, stupid! Warum Studierende mehr Vielfalt in der Volkswirtschaft fordern
3. Preis (1000 Euro): Oskar Piegsa, Journalist, (ZEIT-Campus) für Der Ghostwriter Report

## Beiträge über den Goethe-Medienpreis
- Der Standard, Wien
- ORF, Wien
- Kölnische Rundschau, Köln
- Norddeutscher Rundfunk, Hamburg